# Coast (televisieserie)
Coast is een Britse documentaireserie van de BBC. Per aflevering wordt een stukje kust afgereisd en wordt aan de hand van de bezochte locaties informatie gegeven over geografie, geschiedenis, biologie, geologie en dergelijke. De serie is een coproductie van de BBC met The Open University.

## Langs de kust
Coast werd voor het eerst uitgezonden in 2005 en er werden series van gemaakt tot in 2014. In de eerste aflevering werd aandacht besteed aan de geologie van de krijtrotsen van Dover, de martellotorens, akoestische reflectoren om vijandelijke vliegtuigen te horen aankomen, hoe Plymouth de thuishaven van de Royal Navy werd en een nazi-concentratiekamp op een van de Kanaaleilanden. 
Het team reisde in 2005 met de klok mee de hele Britse kustlijn langs. In latere series werden stukken overgedaan en trok het team langs delen van de kustlijnen van omliggende landen, waaronder Nederland en België.

## Presentatoren
De presentatoren vanaf de eerste serie, en hun vakgebieden, waren:
- Nicholas Crane, vaste presentator, geografie
- Neil Oliver, vaste presentator, archeologie en sociale geschiedenis
- Mark Horton, onderwaterarcheologie
- Alice Roberts, antropologie en geologie
- Miranda Krestovnikoff, zoölogie